# Le Plan, Haute-Garonne
Le Plan är en kommun i departementet Haute-Garonne i regionen Occitanien i södra Frankrike. Kommunen ligger i kantonen Cazères som tillhör arrondissementet Muret. År 2022 hade Le Plan 434 invånare.

## Befolkningsutveckling
Antalet invånare i kommunen Le Plan
Referens:INSEE